# Giorgia Trasselli
Giorgia Trasselli (Roma, 2 marzo 1950) è un'attrice e regista teatrale italiana.

## Biografia
Ha studiato recitazione presso il Teatro Stabile di Roma. Ha studiato danza e movimento scenico con Gabriella Mulachiè, Angelo Corti e Roy Boisier. Ha frequentato i corsi di recitazione tenuti da Dominic De Fazio, membro dell'Actor's Studio di New York. Ha studiato canto con il maestro Dimitri Nicolau. Al grande pubblico è nota per aver interpretato il ruolo della Tata nella sit com Casa Vianello a fianco di Sandra Mondaini e Raimondo Vianello, iniziata nel 1988 e conclusasi nel 2007. Tra il 1996 e il 1997 la serie di Casa Vianello si è trasferita in campagna, con una serie di cinque film per la tv intitolati Cascina Vianello e altri cinque intitolati I misteri di Cascina Vianello.
Giorgia Trasselli è stata poi protagonista in vari sceneggiati televisivi tra cui: Diritto di difesa, Distretto di Polizia 2, Giochi pericolosi, Don Matteo 7, R.I.S. - Delitti imperfetti, e al cinema con Classe mista 3ª A, ed ha affiancato Mauro Serio nel gioco di Rai 2 Che fine ha fatto Carmen Sandiego?. È attrice nello spot del formaggio Leerdammer, in cui veste i panni della cartomante assieme all'attrice Cinzia Mascoli, nello spot di Dash smacchiatore con Fabio De Luigi, nello spot delle Gocciole Pavesi interpretando la suocera di Tarzan e nello spot della Banca Mediolanum accanto allo storico testimonial e Presidente Ennio Doris.
Attrice di teatro, ha lavorato, tra i tanti, con Luigi Squarzina, Francesco Macedonio, Giancarlo Sbragia, Luigi Tani, Luciano Melchionna e Beatrice Bracco. Ha insegnato dizione per molti anni alla scuola di Acting Training diretta da Beatrice Bracco a Roma. Tiene corsi e stage all'interno della scuola di recitazione Fondamenta. Ha tenuto seminari di recitazione e dizione a Roma, Milano e Taranto.
Nel 2007 è una delle protagoniste femminili di Fratelli, mediometraggio diretto da Andrea Di Bari. Ha interpretato come protagonista lo spettacolo Il gatto in tasca con Antonio Salines, portato in scena in una lunga tournée per tutta Italia. Nello stesso anno ha l'idea, assieme a Mariano Aprea, di mettere in scena uno spettacolo/lettura sulla vita della prostituta veneziana Veronica Franco, dal titolo Veronica Franco, un corpo in versi, dove Giorgia Trasselli interpreta la protagonista Veronica Franco, assieme a Mariano Aprea, Gisella Rocca e Fabio Refrigeri.
Nel 2008 riveste il ruolo de la vedova all'interno del format teatrale Dignità autonome di prostituzione, per la regia di Luciano Melchionna (spettacolo rivelazione dell'anno premiato alla cerimonia dei Golden Graal 2008), per poi tornare nel 2011 nelle vesti del nuovo ruolo de Un'altra. Nelle stagioni teatrali 2008/2009 e 2009/2010 è una delle protagoniste nello spettacolo teatrale Fiore di Cactus con Eleonora Giorgi, Remo Girone e, nella seconda edizione, Franco Castellano.
Nel 2011 torna in televisione nel cast di Un medico in famiglia 7, su Rai 1, nel ruolo di Ester.
Dal 2016 è protagonista, a teatro, in Parenti serpenti, al fianco di Lello Arena con il quale condividerà il palcoscenico anche in Miseria e nobiltà, in scena dal 2018. Entrambi gli spettacoli vedono la regia di Luciano Melchionna.
Nel 2021 porta a teatro per la prima volta Alda Merini (Non fu mai una donna addomesticabile), il testo di Margherita Caravello.
L'11 febbraio 2022 torna in tv nella fiction di Canale 5, Fosca Innocenti, dove interpreta Bice, la tata di Fosca, interpretata da Vanessa Incontrada. Poche settimane dopo esce il suo primo libro, scritto con Massimiliano Beneggi ed edito da D'Idee, Scusi, lei fa teatro? - La tata più famosa d'Italia tra palcoscenico e tv.
Nel 2024 torna al cinema in Pare parecchio Parigi, film di Leonardo Pieraccioni.

## Filmografia

### Cinema
- Occhei, occhei, regia di Claudia Florio (1983)
- Il futuro è donna, regia di Marco Ferreri (1984)
- In nome del popolo sovrano, regia di Luigi Magni (1990)
- Un homme et deux femmes (1991)
- Classe mista 3ª A, regia di Federico Moccia (1996)
- Stray Hearts, episodio di Eden (2009)
- Ex - Amici come prima!, regia di Carlo Vanzina (2011)
- Buona giornata, regia di Carlo Vanzina (2012)
- Miami Beach, regia di Carlo Vanzina (2016)
- La danza nera, regia di Mauro John Capece (2020)
- Pare parecchio Parigi , regia di Leonardo Pieraccioni (2024)
- Fatti vedere (2025), regia di Tiziano Russo

### Televisione
- Caccia al ladro d'autore – serie TV, episodio 2 (1985)
- Casa Vianello – serie TV, 112 episodi (1988-2005; 2005-2007)
- Che fine ha fatto Carmen Sandiego? – programma TV (1993-1995)
- Cascina Vianello – serie TV, episodio 1 (1996)
- I misteri di Cascina Vianello – serie TV, 5 episodi (1997-1998)
- Giochi pericolosi, regia di Alfredo Angeli – film TV (2000)
- Distretto di Polizia – serie TV, episodi 2x10-10x06 (2001, 2010)
- Diritto di difesa – serie TV, episodio 1x07 (2004)
- Quelli che... il calcio – serie TV, 5 episodi (2008)
- Don Matteo – serie TV, episodio 7x11 (2009)
- R.I.S. Roma - Delitti imperfetti – serie TV, episodi 1x15-2x11-2x20 (2010-2011)[2]
- Un medico in famiglia 7 – serie TV, 4 episodi (2011)
- Super Italian Family – film TV (2015)
- Purché finisca bene – serie TV, episodio 1x04 (2022)
- Signora Volpe - serie TV, episodio 1x02 (2022)
- Fosca Innocenti – serie TV (2022-2023)
- I fantastici 5 – serie TV, episodio 7 (2024)
- Maschi veri – serie TV, episodio 6 (2025)

## Libri
- Giorgia Trasselli e Massimiliano Beneggi, Scusi, lei fa teatro?. La tata più famosa d'Italia, tra palcoscenico e tv, D'Idee, 2022.